# 전통공연예술진흥재단
전통공연예술진흥재단(Korean Traditional Performing Arts Foundation, 약칭 : 코트파,KoTPA),(구 국악문화재단)은 대한민국 문화체육관광부 소속 재단법인이다.
2007년 2월 1일 법인설립 허가를 받아 국악문화재단으로 시작, 2009년 5월 28일 현 전통공연예술진흥재단으로 명칭이 변경되었다.
2014년 9월 12일 전문예술법인으로 지정되어 한국 전통예술의 보존․전승 및 저변 확대를 통한 국악발전에 기여하고 있으며, 사무실은 서울특별시 서초구 서초 3동 700에 국립국악원내에 있다.

## 주요 사업
- 전통공연예술의 보존 및 전승을 위한 정책개발 사업
- 전통공연예술의 인력양성 및 연수사업
- 전통공연예술의 창작활동 및 활성화 지원
- 전통공연예술의 국제협력 및 해외진출 지원
- 전통공연예술 기관·단체 등의 지원에 관한 사업
- 전통공연예술 지적재산권의 보호 및 관리
- 전통공연예술정보의 수집·공유·활용에 관한 사업
- 기타 재단의 설립 목적 달성을 위한 각종 부대사업
- 그 밖에 문화체육관광부가 위탁하는 사업

## 같이 보기
- 문화체육관광부
- 국립국악원